# Maluco Beleza
Maluco Beleza é um compacto simples do cantor e compositor brasileiro Raul Seixas, gravada nos estúdios Level e Haway — no Rio de Janeiro — e no Vice-versa — em São Paulo — e lançada em 1978 pela gravadora Warner Music Brasil. É o segundo compacto simples extraído do álbum O Dia em que a Terra Parou, lançado em dezembro de 1977 pela mesma gravadora, que tinha como objetivo promovê-lo.
A canção teve uma excelente execução nas rádios, levando à participação do cantor no programa Globo de Ouro, que refletia a parada de sucessos da época, e, inclusive, à confecção de um videoclipe para o programa dominical da mesma emissora — a Rede Globo, o Fantástico. Ano após ano, continua sendo a música mais executada de Raul Seixas.

## Gravação e produção
A canção tem origem em uma música de Cláudio Roberto, que este já havia mostrado a Raul em diversas oportunidades entre 1976 e 1977. Nas preparações para a gravação do álbum, eles chegaram a compor uma letra em inglês para a canção, no apartamento de Raul. Entretanto, a letra definitiva — em português — foi feita momentos antes da gravação, já no estúdio, enquanto Raul se preparava para gravá-la. O maestro Miguel Cidras realizou arranjos de cordas para a música e ficou decidido que ela seria lançada no segundo compacto para promover o disco.

## Lançamento, recepção e resenha
O compacto foi lançado no início do ano seguinte ao álbum, 1978, como parte de sua promoção. Ainda em 25 de dezembro de 1977, foi ao ar um videoclipe para o programa Fantástico, da Rede Globo. Após o lançamento do compacto, a canção teve excelente execução nas rádios do país, o que levou a uma performance do cantor baiano no programa Globo de Ouro, da mesma emissora, que refletia a parada de sucessos da época. Entretanto, apesar do sucesso de público, a canção — assim como o álbum — sofreu com críticas frias e negativas, algumas fruto de revanchismo pelo cantor ter trocado de gravadora.
A canção é uma balada rock, com andamento lento e contando com um arranjo de cordas. Ela fala sobre uma pessoa que preza a sua autonomia, o que é visto como maluquice pelos outros. Apesar de ter se tornado extremamente ligada à figura de Raul, a canção é baseada, na verdade, em Cláudio Roberto e no modo como ele era visto na pequena cidade de Miguel Pereira, onde residia, com seu comportamento desafiador das etiquetas, vivendo a vida de um semiermitão. Assim, a canção acabou por se ligar ao tema constante em todo o disco, de desejo de emancipação pessoal. Durante a realização da canção, Raul criou a melodia do refrão inspirando-se na famosa canção francesa de amor "Aline", composta e gravada pelo cantor Christophe, em 1965.

## Legado
A canção é responsável por um dos apelidos pelos quais o cantor e compositor baiano é conhecido, além de ser, ano após ano, sua música mais executada no país.

## Faixas
Faixas dadas pelo Discogs.
| Maluco Beleza  |                 |         |  |
| N.º            | Título          | Duração |  |
| 1.             | "Maluco Beleza" | 3:25    |  |
| 2.             | "Você"          | 3:11    |  |
| Duração total: | Duração total:  | 6:36    |  |